# Spiez
Spiez es una ciudad y comuna suiza del cantón de Berna, situada en el distrito administrativo de Frutigen-Niedersimmental a orillas del lago de Thun. Limita al norte con las comunas de Thun, Hilterfingen y Oberhofen am Thunersee, al este con Sigriswil, al sur con Krattigen y Aeschi bei Spiez, y al oeste con Wimmis, Reutigen y Zwieselberg.
La ciudad está compuesta por varias localidades, entre las que se encuentran: Spiez, Einigen, Hondrich, Faulensee y Spiezwiler. Hasta el 31 de diciembre de 2009 situada en el distrito de Niedersimmental.

## Monumentos
- El castillo

## Economía
- Centro de explotación y de mantenimiento de la BLS (ferrocarril del Löschberg)

## Transporte
Ferrocarril
Cuenta con una estación ferroviaria en la que efectúan parada numerosos trenes tanto de ámbito regional como de larga distancia. Por la estación pasan las siguientes líneas ferroviarias:
- Línea Berna - Spiez - Túnel de base de Lötschberg - Brig
- Línea Spiez - Zweisimmen
- Línea Spiez - Interlaken

Carreteras
- Autopista A6 Spiez - Berna
- Autopista A8 Spiez - Interlaken - Paso de Brunig - Hergiswil y luego por la autopista A2 Lucerna o el Paso de San Gotardo

Barcos
- Puerto de barcos sobre el Lago de Thun.